# Il fornaretto
Il fornaretto è un dramma storico in 5 atti di Francesco Dall'Ongaro, pubblicato a Trieste nel 1846. Riscosse grande successo sin dalla sua prima rappresentazione, avvenuta al Teatro Carignano di Torino nel 1855. 
La storia prende spunto da una leggenda veneziana relativa ad un fatto che sarebbe accaduto a Venezia nel 1507, quando un giovane fornaio, accusato dell'assassinio di un nobile e condannato a morte dopo aver confessato, sotto tortura, di aver commesso il delitto, venne giustiziato nonostante il colpevole dell'omicidio fosse stata un'altra persona che confessò la sua colpa in articulo mortis poche settimane dopo. Secondo questa storia (priva tuttavia di alcuna attendibilità e non attestata da alcun documento), da quel clamoroso errore giudiziario nacque la formula "Recordève del poaro fornareto", con la quale il segretario del Consiglio dei Dieci, massimo organo giurisdizionale penale di Venezia, ammoniva i consiglieri prima che essi pronunciassero ogni sentenza, per guardarsi dai pericoli di un processo soltanto indiziario, anche in presenza della confessione dell'accusato che di solito era ottenuta mediante il ricorso alla tortura.
La leggenda è stata creata per tramandare la visione di una giustizia che ricerca sempre la verità e per far ciò non esita ad ammettere pubblicamente l'errore commesso nell'uccidere il fornaretto. La grandezza del governo veneziano, che non ha paura di affermare di aver commesso un grande errore, diventa così l'emblema del mito della Repubblica.

## Trama
A Venezia vive un giovane garzone di fornaio di nome Pietro Tasca. Egli è innamorato di una giovane, Amelia, che fa da cameriera presso la famiglia patrizia di Lorenzo Barbo, membro del Consiglio dei Dieci.
Una mattina di buon'ora, mentre fa il suo giro per calli e campielli per la consegna del pane, Pietro si imbatte nel cadavere del nobiluomo Alvise Guoro, che egli conosce e verso il quale nutre una certa antipatia, sia perché aveva in precedenza attentato all'onore di sua sorella, sia perché ha il sospetto che stavolta avesse messo gli occhi addosso alla sua amorosa. In effetti il vizioso Alvise Guoro era l'amante della moglie del Barbo, Clemenza.
Mentre il fornaretto è titubante accanto a quell'uomo ucciso, sopraggiungono gli sbirri che lo arrestano e lo rinchiudono nel famigerato carcere dei Piombi. Amelia, la fidanzata del fornaretto che ancora non sa del suo arresto, durante l'interrogatorio mente per proteggere la sua padrona, affermando che l'Alvise veniva da lei nelle sue visite notturne, ed inconsapevolmente fornisce agli inquisitori il "movente" del delitto.
La confessione sotto tortura addossa definitivamente il delitto al giovane Pietro che viene condotto al patibolo. Quando il patrizio Lorenzo Barbo confessa pubblicamente di essere stato lui l'autore del delitto, la sorte dell'infelice fornaretto è ormai segnata.

## Cinema
Il dramma è stato ripetutamente portato sullo schermo cinematografico:
- Il fornaretto di Venezia, regia di Mario Caserini (1907)
- Il fornaretto di Venezia, regia di Luigi Maggi (1914)
- Il fornaretto di Venezia, regia di Mario Almirante (1923)
- Il fornaretto di Venezia, regia di Duilio Coletti (1939)
- Il fornaretto di Venezia, regia di Duccio Tessari (1963)